# Kusudama

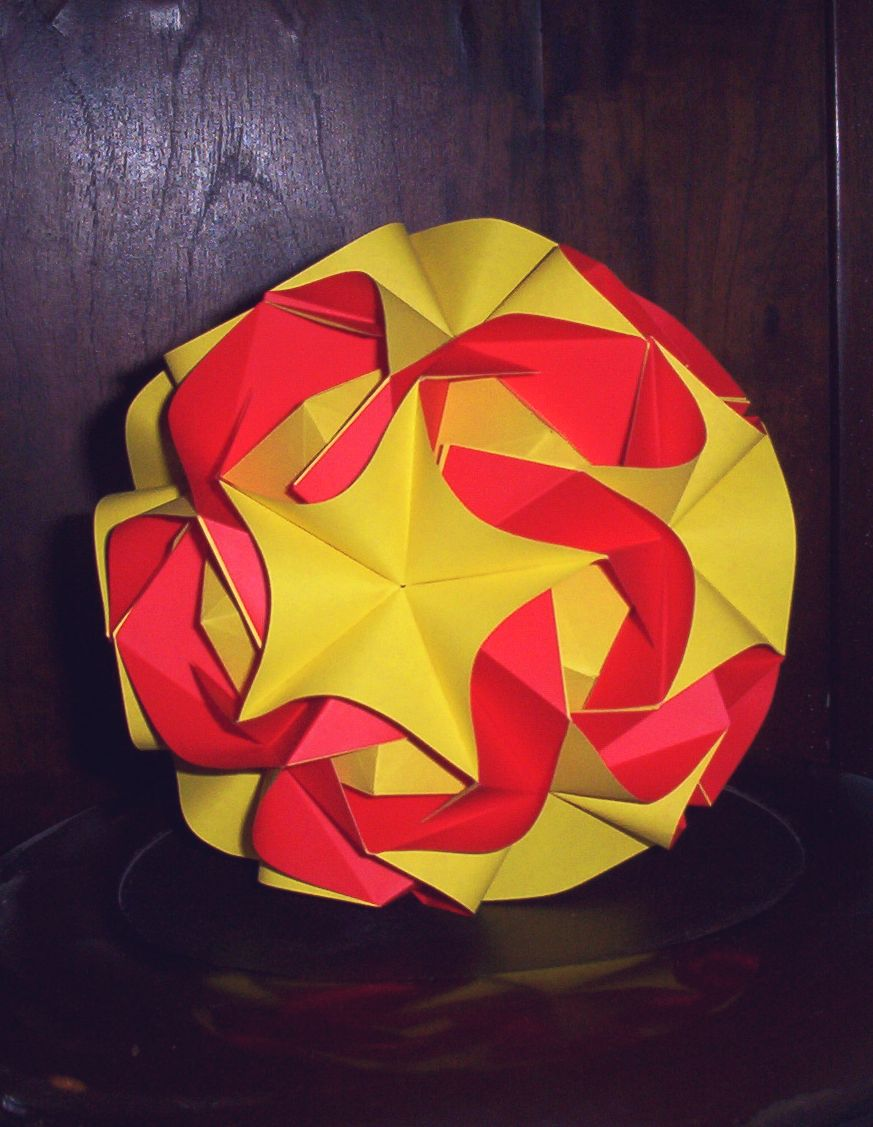
kusudama

Kusudama (de kusu (japonés= kusuri), medicina, i de dama (japonés= tama), bola) és una altra manera de fer origami (papiroflèxia) amb diversos fulls de paper (dos o tres, moltes vegades fins i tot cent o més) que poden ser del més simple fins al més complex depenent del nombre de peces que es compongui. Originàriament van ser utilitzades per contenir encens i altres olors. Tanmateix, ara es fa servir normalment com a decoració.